# Забърдска река
Забърдска река (на сръбски: Забрдска река) е река в Сърбия, Пиротски окръг, община Цариброд и България, Софийска област, община Годеч, десен приток на река Нишава, от басейна на река Южна Морава (Българска Морава). Дължината ѝ е 13 км, от които в България 5 км.
Забърдска река води началото си от извора Марина Чешма, в планината Видлич, на 2,4 км на север-севеоизток от село Смиловци, община Цариброд, Сърбия. Първите 2 км тече на юг в дълбока и силно залесена долина, след което протича през източния край на Смиловското поле, от северозпад на югоизток, като приема водите на няколко малки реки и потоци. След като в нея отляво се влива Мъзгошката река, тя преминава на българска територия на 1 км западно от село Станянци. Влива се отдясно в река Нишава на 564 м н.в., на 1,4 км югоизточно от село Връдловци, където е известна и като Връдловска река.
По течението на реката са разположени селата: Пъртопопинци и Бребевница в Сърбия и Станянци и Връдловци в България.
В миналото от водите на реката са се захранвали много воденици, които сега не функционират.
На протежение от 4 километра по долината на реката преминава част от трасето на жп линията Калотина – Станянци.

## Топографска карта
- Лист от карта K-34-34. Мащаб: 1 : 100 000.